# Présumé Coupable (série télévisée)
Pour les articles homonymes, voir Présumé Coupable.
Présumé Coupable (Unschuldig) est une série télévisée policière allemande en douze épisodes de 45 minutes, diffusée entre le 23 avril 2008 et le 9 juillet 2008, suivie de deux téléfilms de 90 minutes diffusés en septembre 2009 et février 2010, sur ProSieben.
Au Québec, la série est diffusée à partir du 3 septembre 2009 à Séries+, en France depuis le 1er février 2010 sur TF1 et en Belgique depuis le 18 mai 2012 sur RTL-TVI.

## Synopsis
L'avocate Anna Winter et ses collègues se battent contre les erreurs judiciaires qui emmènent des innocents en prison.

## Distribution
- Alexandra Neldel (VF : Adeline Moreau) : Anna Winter
- Clemens Schick : Marco Lorenz
- Erhan Emre (de) : Sebastian Krüger
- Atto Suttarp (de) : Fabian
- Loretta Stern (de) : Isabella Prado Falcon

 Source et légende : version française (VF) sur RS Doublage

## Épisodes
1. Contre-enquête (Hauptgewinn Tod)
2. Un jeu dangereux (Machtspiele)
3. Mort en eau trouble (Isabella)
4. Marchand de tissus (Kunstfehler)
5. Au pied du mur (Das Erbe unserer Väter)
6. La faille (Trittbrettfahrer)
7. En solo (Singles)
8. La cour de l'injustice (Die wilden 70er)
9. Baignade interdite (Große Fische)
10. Bas les masques (Maskenball)
11. Dans les règles de l'art (Siri)
12. Coup de force (Schwarze Tage)

### Téléfilms (2009-2010)
1. Présumé coupable : Appel de détresse (Killerjagd. Töte mich, wenn du kannst)
2. Présumé coupable : Souvenirs volés (Killerjagd. Schrei, wenn du dich traust)